# 北京議定書
北京議定書（ペキンぎていしょ）は、1901年9月7日に北京で調印された、義和団の乱における八カ国連合軍と清・義和団との戦闘の事後処理に関する最終議定書。
日本の外交文書における正式名称は、北清事変に関する最終議定書である。また、中国ではその年をとって辛丑条約（しんちゅうじょうやく）、辛丑和約（しんちゅうわやく）ともいう。英語圏ではBoxer Protocolの呼び名が一般的である。
なお、1900年10月から始まった和議交渉から、その内容ごとに逐次列強国と清国間で協定を締結し、一部は既に施行されていた。本議定書はその条件履行の最終確認として、双方全権出席の下、調印されたものである。

## 調印国と全権

### 列強国側
- グレートブリテン及びアイルランド連合王国：アーネスト・サトウ
- ロシア帝国：ミハイル・ニコラエヴィチ・フォン・ギルス（英語版）
- 大日本帝国：小村壽太郎
- フランス共和国：ポール・ボー
- アメリカ合衆国：ウィリアム・ウッドヴィル・ロックヒル
- ドイツ帝国：アルフォンス・ムン・フォン・シュヴァルツェンシュタイン（英語版）
- オーストリア＝ハンガリー帝国：モーリッツ・チカン・フォン・ヴァールボルン（チェコ語版）
- イタリア王国：ジュゼッペ・サルヴァーゴ・ラッジ（英語版）

### 仲介
- スペイン王国：ベルナルド・コロガン・イ・コロガン（スペイン語版）
- オランダ王国：フリドリン・マリヌス・クノーベル（英語版）
- ベルギー王国：モーリス・ヨーステンス（英語版）

### 清国側
- 総理外務部事務・慶親王奕劻
- 直隷総督兼北洋大臣・李鴻章

## 内容（一部略）

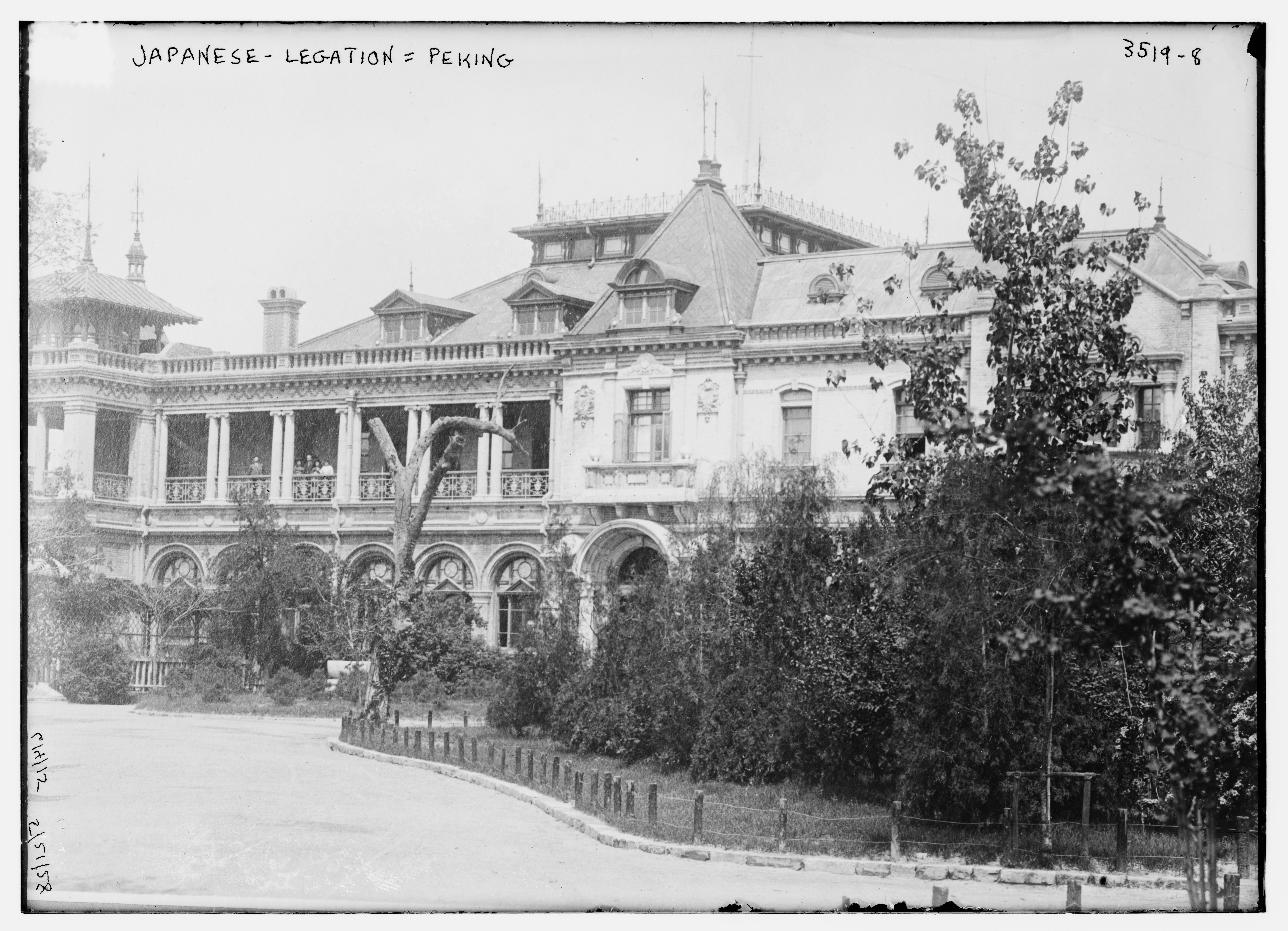
北京議定書により公使館区域全体が大幅に拡大されたため、日本政府は陸軍歩兵隊兵営と新公使館本館（上写真、1908年竣工、元文部省技師・眞水英夫設計）及び付属官舎を設置した。

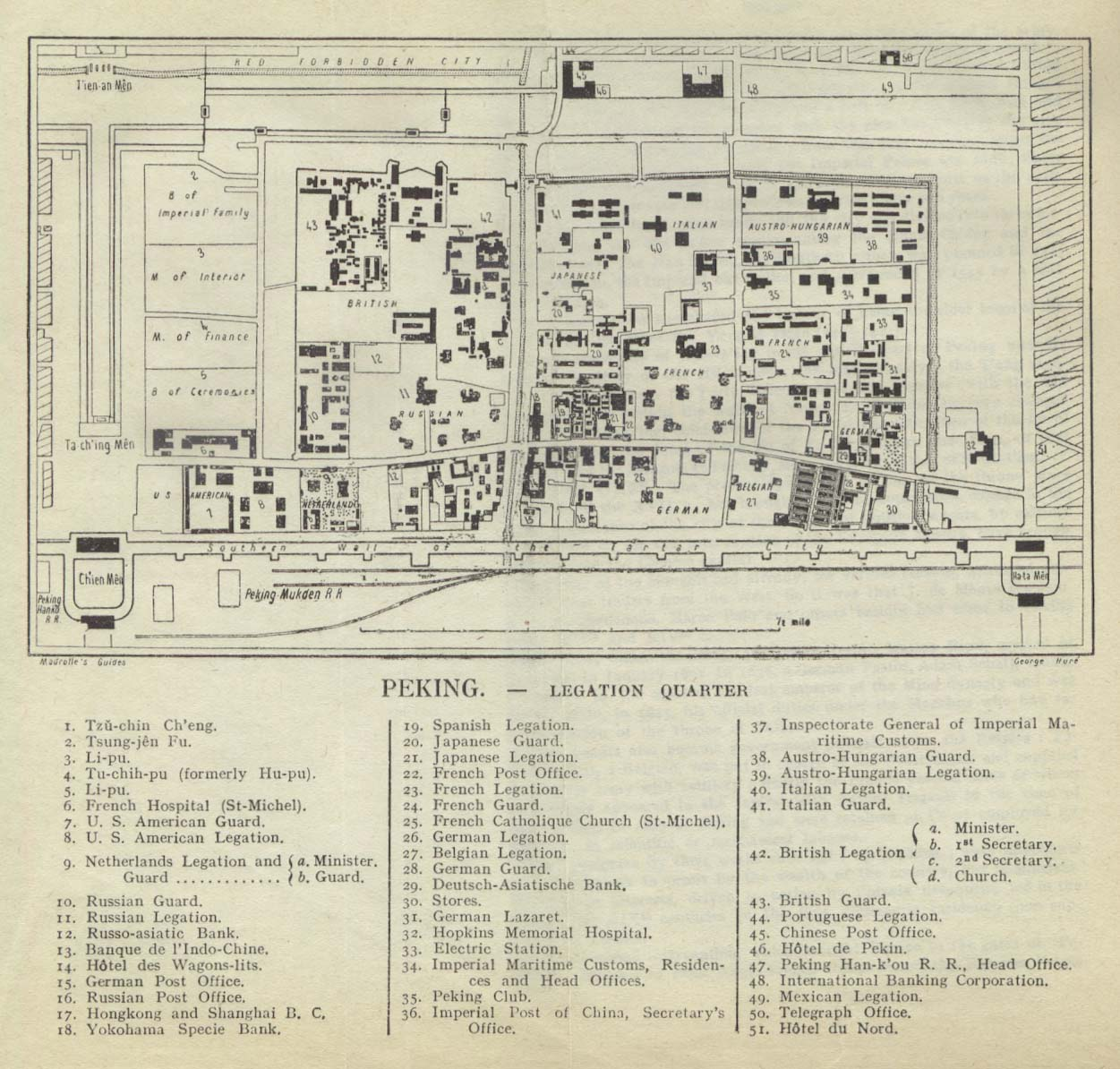
1912年の公使館区域。各国が公使館とともに兵営を設けている

- 義和団に殺害されたドイツ公使と日本書記官に対する清朝要路者の弔問（ドイツ公使には皇弟醇親王載灃、日本書記官には戸部侍郎那桐）と十分な賠償、さらに光緒帝本人による哀悼の意の表明。ドイツ公使に対する記念碑の建設。
- 外国人殺害のあった市府は5年間科挙の受験を禁止する。
- 清国の武器弾薬及び武器弾薬の原料の輸入を禁止する。
- 清国は、賠償金として4億5000万両を銀で列国に支払う。この賠償金は年利4%とし、39年間の分割払いとする。
- 各国公使館所在の区域を特に公使館の使用のみに充てる。この区域は、各国公使館の警察権下に属する。また、この区域内における清国人の居住を認めず、兵営を設置することを許可し、公使館を防御できる状況におく。
- 大沽砲台および、海岸から北京までの自由交通の妨げとなる砲台をすべて撤去する。
- 清国は、列国の海岸から北京までの自由交通を阻害しないために、列国が同間の各地点を占領する権利を認める。その地点は、黄村・楊村・廊坊・天津・軍糧城・塘沽・蘆台・唐山・灤州・昌黎・秦皇島及び山海関とする。
- 清国政府は、以下の上諭を各市府に向けて公布すること。
  1. 排外的団体に加入することを禁止する。禁を犯すものは死刑。
  2. 地方長官及びその配下の官吏は、自らの地域の秩序に責任があり。もし排外的紛争の再発その他の条約違反が発生し、その鎮圧をしなかったり犯罪者を処罰しなかったら、その官吏を罷免する。また、再雇用も恩典もその後受けることはできない。
- 清国政府は、列国が有用と認める通商及び航海条約の修正ならびに、通商上の関係を便利にするための通商条項の内容の変更について今後検討する。
- 総理各国事務衙門を廃止し、外務部（中国語版）を新設する。なおその際、外務部を六部の上位とすること。
- ロシア、ドイツ、オーストリア=ハンガリー、イタリア、ベルギーの天津租界の設定。

## 大きかった代償と列強の駐兵
この議定書は、列強国協議のもとで清朝に拒否を一切認めない形で認められ、首都北京を占領された清朝（西太后・李鴻章）はこれを呑まざるを得なかった。そのうちでも公使館周辺区域の警察権を列強国に引き渡したり、海岸から北京までの諸拠点に列強国の駐兵権を認めるといったものは、清朝領域内でその国権が否定され、列強国が統治する地域が生ずるものに他ならなかった。この状況は第二次世界大戦の終了まで事実上維持された。
義和団の乱の再発を列強国が恐れたための内容であるともいえる。清朝国内での警察権・駐兵権にとどまらず、排外団体結成禁止、地方官吏への排外団体取締りの厳命、それに背いた場合の罰則なども盛り込まれている。また、外国人殺害のあった市府の科挙受験禁止などは中国ならではの厳しい見せしめ政策であったといえよう。

## 賠償金4億5000万両のその後
北京議定書で清朝に定められた賠償金4億5000万両（利払いを含めると8億5000万両になる）という額は、年間予算1億両足らずであった当時の清朝には、まさに天文学的な要求であった。さらにその賠償金の支払い源も海関税など確実な収入を得られるものを差し押さえる形で規定されていた。
その後、清朝はこの支払いを履行したが、莫大な拠出はその後の改革（光緒新政）の施策を限定せざるを得ないこととなり、かつ侵略を防ぐためとして投資対象が軍備優先となったために、北洋軍の総帥である袁世凱の権勢をさらに増大させることとなった。また、改革遂行のためにさらに列強国や外国資本銀行の借款に頼り、外国への依存を更に強めることとなった。民衆へは税の増額という形で負担がのしかかり、さらに困窮にあえぐこととなり、清朝への不満が高まった。賠償金は1912年に清朝が滅亡した後も、清朝を引き継いだ国家とみなされた中華民国にそのまま負わされ、中央政権が軟弱な基盤しか持ちえなかった理由の一つとなった。
列強国も清朝や中華民国が賠償によって苦しむ姿を見て、国際社会の批判や自国の中国権益減少を恐れ、第一次世界大戦前後から賠償金の緩和をたびたび行った。特に20世紀初頭に中国接近の度を強めていたアメリカは、1908年に条件付きの減額に応じ、その減額分を米国に向けた留学生援助として、北京での留学予備校の設置と経営に充当させた。これが現在も北京にある清華大学である。
結局1938年までに6億5千万両が列強国に支払われ、ようやく賠償は終了した。